# Villy-le-Moutier
 Villy-le-Moutier  es una población y comuna francesa, en la región de Borgoña, departamento de Côte-d'Or, en el distrito de Beaune y cantón de Nuits-Saint-Georges.

## Demografía
| 191 | 195 | 175 | 165 | 191 | 216 |
| Para los censos de 1962 a 1999 la población legal corresponde a la población sin duplicidades (Fuente: INSEE [Consultar]) |     |     |     |     |     |